# دينيس كول
دينيس كول (بالإنجليزية: Dennis Cole)‏ مواليد 19 يوليو 1940 في ديترويت - الوفاة 15 نوفمبر 2009 في فورت لاودردال، الولايات المتحدة، هو ممثل أمريكي بدأ مسيرته الفنية سنة 1961. من أعماله المحيط الهادي الأزرق. امتدت مسيرته الفنية لأكثر من 45 عاما.

## روابط خارجية
- دينيس كول على موقع IMDb (الإنجليزية)
- دينيس كول على موقع قاعدة بيانات برودواي على الإنترنت (الإنجليزية)
- دينيس كول على موقع إن إن دي بي (الإنجليزية)
- دينيس كول على موقع قاعدة بيانات الفيلم (الإنجليزية)